# Schempp-Hirth Cirrus
 (octobre 2014).
Si vous disposez d'ouvrages ou d'articles de référence ou si vous connaissez des sites web de qualité traitant du thème abordé ici, merci de compléter l'article en donnant les références utiles à sa vérifiabilité et en les liant à la section « Notes et références ».
Ne doit pas être confondu avec Schempp-Hirth Standard Cirrus.
Dimensions
Le Schempp-Hirth Cirrus est  un planeur fabriqué par Schempp-Hirth.

## Développement

### Conception
Le Schempp-Hirth Cirrus est un planeur du fabricant Schempp-Hirth. Il a été conçu par l'ingénieur Klaus Holighaus et a volé pour la première fois  en 1967. Il fut le premier projet de Klaus Holighaus et le premier appareil de Schempp-Hirth à être construit en fibre de verre.

## Descriptif technique

### Vue d'ensemble
Le Cirrus original disposait d'une envergure de 17,74 m et d'un profil relativement épais, sans volets de courbure, avec des qualités de vol certes bonnes, mais avec quelques faiblesses dans le vol à haute vitesse.
Pour les bonnes journées, le constructeur avait prévu la possibilité de lester avec de l'eau (ballaster).
Les aérofreins sont présents sur l'intrados et l'extrados, de type monolame. De plus, un parachute de freinage a été installé en dessous de la dérive. Le train d'atterrissage est escamotable. Son empennage est cruciforme.
Il servit de base pour le développement d'un planeur de classe standard : le Standard Cirrus.

## Utilisateurs et commandes

### Commandes et livraisons
Entre 1967 et 1971, 107 exemplaires ont été construits en Allemagne.
La production a continué sous licence par la société Vazduhoplovno Tehnicki Centar (VTC) jusqu'en 1977 dans les Vrsac en Yougoslavie.

## Palmarès
Un Cirrus a gagné le championnat allemand en 1967. Ce fut aussi un Cirrus qui remporta le titre de champion du monde classe libre à Leszno (Pologne) en 1968 aux mains de l'Autrichien Harro Wodl.

## Sources
- Site de la société de construction Schempp-Hirth ((en) et (de), voir aussi version française sous Schempp-Hirth)
- Standard Cirrus Web Page
- Sailplane Directory